# Мира Мурати
Мира Мурати (алб. Mira Murati; Валона, 16. децембар 1988) је албанска и америчка инжењерка. Обавља функцију техничког директора предузећа OpenAI, које развија ChatGPT, четбот са вештачком интелигенцијом. Заговорница је побољшања владине регулације вештачке интелигенције.

## Биографија
Рођена је 1988. године у Валони. Са 16 година преселила се у Викторију, где је похађала Колеџ Пирсон. Године 2012. дипломирала је на Колеџу Дартмут са дипломом инжењера машинства.
Године 2011. започела је своју каријеру као приправница у предузећу Goldman Sachs, док је од 2012. до 2013. године радила као за Zodiac Aerospace. Провела је три године радећи за Tesla, Inc., пре него што се придружила предузећу Leap Motion. Године 2018. прешла је у OpenAI, а касније је постала техничка директорка, надгледајући ChatGPT.
Заговорница је регулације вештачке интелигенције.